# John Brock (cầu thủ bóng đá)
John George Graham Brock (15 tháng 12 năm 1915 – 1976) là một cầu thủ bóng đá người Anh thi đấu ở vị trí thủ môn cho Swindon Town.
Tốt nghiệp Đại học Bristol trước khi gia nhập Forest Green Rovers năm 1935 sau đó ông được tập luyện trước khi gia nhập Swindon Town và phải trả 1 Guinea để có được sự phục vụ của ông 
Sau đó ông trở lại Forest Green Rovers một thời gian ngắn trước Thế chiến thứ hai và sau đó thi đấu cho Gloucester City.